# Luigi I Gonzaga

Stemma primitivo della famiglia Corradi-Gonzaga sino al 1328, anno della presa al potere su Mantova.

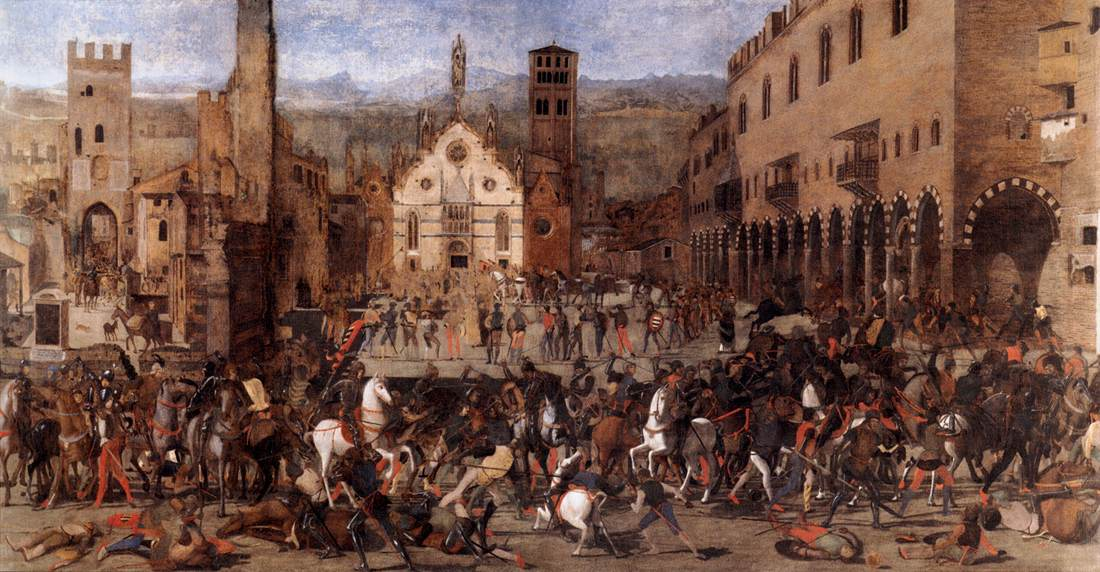
Domenico Morone, Cacciata dei Bonacolsi, (Mantova, Palazzo Ducale, 1494).

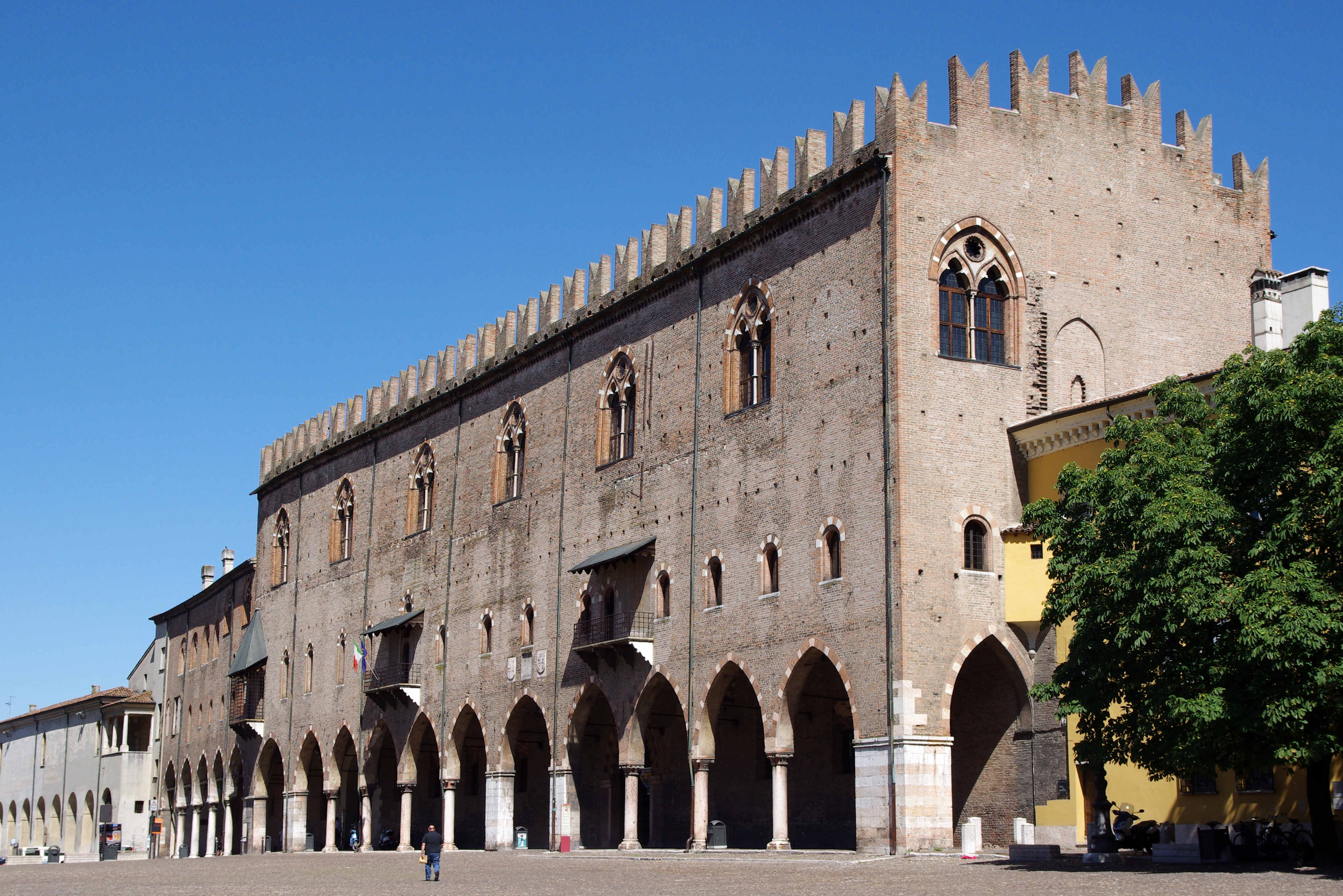
Mantova, Palazzo del Capitano

Luigi I Gonzaga (Mantova, 1268 – Mantova, 18 gennaio 1360), conosciuto anche come Ludovico (o Luigi Corradi da Gonzaga), fu il primo capitano del popolo di Mantova e vicario imperiale del Sacro Romano Impero. Fu il fondatore della dinastia dei Gonzaga.

## Biografia
Luigi I Gonzaga, uomo abilissimo militarmente e di ampie vedute, ricchissimo, era figlio di Guido (chiamato anche Corrado) (m. 1318) e di Estrambina, figlia di Strambino, dei conti San Martino di Strambino; era nipote di Antonio (m. 1283). Il suo nome compare per la prima volta nel 1312 in un rogito per acquisto di terreni a Palidano di Gonzaga e successivamente a Buscoldo, Carzédole e Volta Mantovana. Nel 1313 venne nominato podestà di Modena da Rinaldo (Passerino) dei Bonacolsi, nel 1318 fu podestà di Mantova e nel 1319 di Parma.

### I Gonzaga al potere
Con l'appoggio del ghibellino Cangrande I della Scala, che aveva mire sulla città e che gli fornì fanti e cavalleria, contando sull'appoggio del genero Guglielmo Azzone Castelbarco, riuscì a spodestare Rinaldo Bonacolsi, il 16 agosto 1328, e a subentrargli quale capitano generale, con diritto di nominare il proprio successore. Il 25 agosto 1328 venne acclamato capitano generale del Comune e del popolo di Mantova. L'11 novembre 1329, per la sua devozione all'Impero, fu nominato vicario imperiale da Ludovico il Bavaro. Nel 1331 entrò nella lega di Castelbaldo contro Giovanni I di Boemia e nel 1335 divenne signore di Reggio.
A sancire la sua fede ghibellina, fu in questo periodo che Luigi mutò lo stemma primitivo della famiglia, costituito da tre montoni d'argento, cornati e squillati d'oro in campo nero nello stemma a tre fasce nere in campo d'oro (i colori politici dei ghibellini), che rimase per sempre nello scudo della famiglia Gonzaga.
Nel 1337 i Gonzaga, assieme a Venezia, Milano, Ferrara e Firenze, aderirono alla lega antiscaligera contro i signori di Verona. Un decennio dopo non ricambiarono però il favore alla dinastia veronese: Mastino II della Scala, si alleò all'usurpatore Lodrisio Visconti, contro i due fratelli ed il nipote di quest'ultimo, rispettivamente Luchino, Giovanni ed Azzone, Signori di Milano; Ludovico partecipò inviando milizie in appoggio all'esercito ambrosiano, vincitore nella Battaglia di Parabiago (21 febbraio 1339).
Nel 1342 andò in soccorso dei pisani contro i fiorentini e nel 1349 accolse Francesco Petrarca, in visita alla tomba di Virgilio. Combatté contro Bernabò Visconti che per mesi prese d'assedio Castiglione, possedimento di confine dei Gonzaga. È di questo periodo la realizzazione del serraglio mantovano, opera di difesa dei confini gonzagheschi ad ovest.
Morì a Mantova nel 1360 a 92 anni e fu sepolto nella cattedrale di San Pietro. Il suo sarcofago venne distrutto nel Cinquecento, durante i lavori di sistemazione della chiesa.

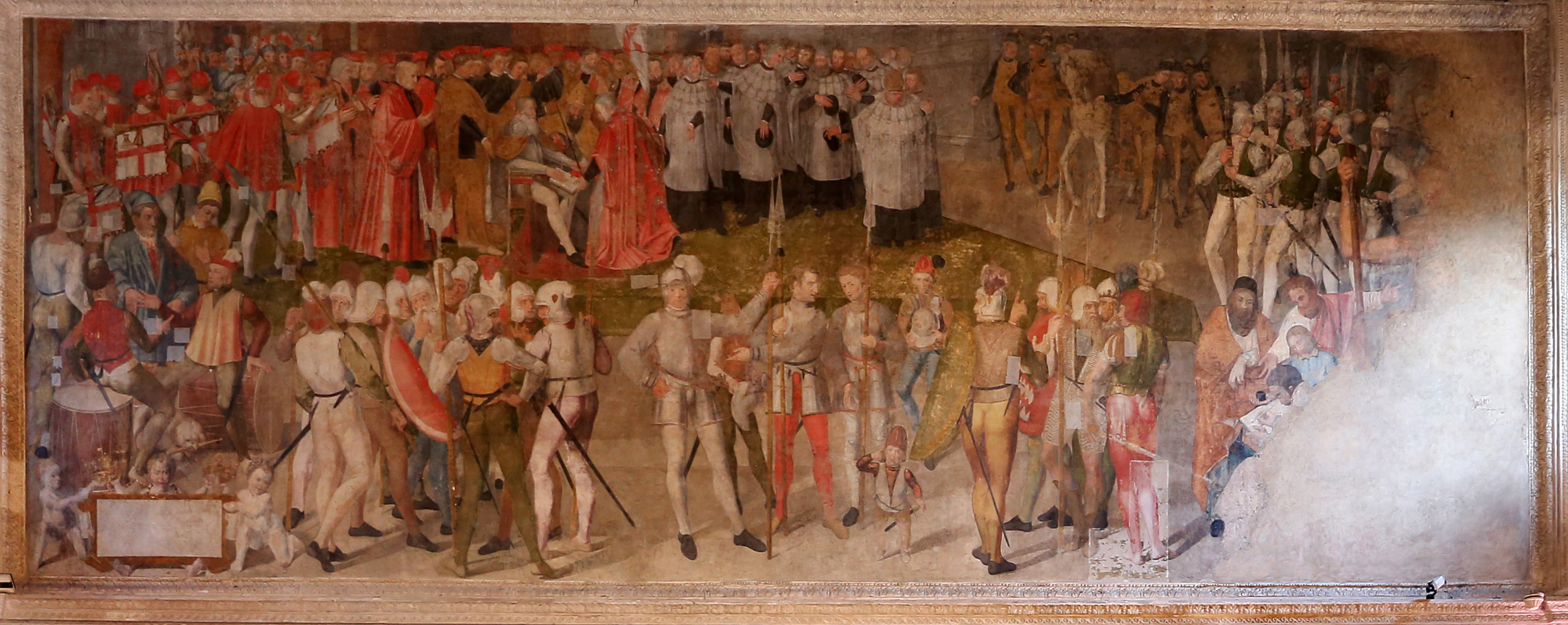
Benedetto Pagni, Giuramento di Luigi Gonzaga, Mantova, Palazzo Ducale.

Il suo motto fu:
 con riferimento forse ai Templari che, sfuggiti al rogo, trovarono riparo nel mantovano.

## Discendenza
Ebbe tre mogli e numerosi figli.
Da Richilda Ramberti (o Richelda/Richilde Ramberti) (1269-1319) di Ferrara, soprannominata "Brescianina" perché nativa di Brescia, sposata nel 1312, nacquero:
- Tommasina (m. 1372), sposò Guglielmo Azzone Castelbarco.
- Filippino (m. 1356), condottiero, sposò Anna Dovara;
- Guido, II capitano del popolo di Mantova;
- Feltrino, capostipite dei "Gonzaga di Novellara e Bagnolo".

Da Caterina Malatesta (1275-?), figlia di Pandolfo I Malatesta, nacquero:
- Corrado (?-1340), capostipite della linea dei "Nobili Gonzaga", in seguito marchesi di Palazzolo, sposò Verde Beccaria;
- Alberto;
- Luigia (o Lixema), sposò Nicola Fieschi[13] o Azzo I da Correggio, figlio di Guido IV;[16]
- Federico (m. 1376);

Da Giovanna Novella Malaspina (o Francesca), figlia di Spinetta Malaspina, sposata nel 1340, nacquero:
- Azzo (o Azzone) (?-1412);
- Giacomo (nel 1369, 22 giugno era in Varzi, presente nel atto di divisione fra i Malaspina condomini in quel feudo che si faceva da Manfredino Beccaria come arbitro amichevole);
- Mario (morto infante);
- Tommasina, sposò Alidosio Alidosi, figlio di Roberto Alidosi, signore di Imola;
- Orietta;
- Giovanni.

Luigi Gonzaga ebbe anche tre figli naturali: Costanza, Bartolomeo e ancora Costanza.

## Ascendenza
|                           |   |                   | Genitori |  |  | Nonni |  |  | Bisnonni        |  |  | Trisnonni        |  |
|                           |   |                   |          |  |  |       |  |  | Guidone Corradi |  |  | Abramino Corradi |  |
|                           |   |                   |          |  |  |       |  |  | Guidone Corradi |  |  | Abramino Corradi |  |
|                           |   | …                 |          |  |  |       |  |  | Guidone Corradi |  |  |                  |  |
| Antonio Corradi           |   |                   |          |  |  |       |  |  | Guidone Corradi |  |  |                  |  |
|                           |   | …                 | …        |  |  |       |  |  |                 |  |  |                  |  |
|                           |   | …                 | …        |  |  |       |  |  |                 |  |  |                  |  |
|                           |   | …                 | …        |  |  |       |  |  |                 |  |  |                  |  |
| Guido Corradi             |   | …                 |          |  |  |       |  |  |                 |  |  |                  |  |
|                           |   | Ugone de' Pedroni | …        |  |  |       |  |  |                 |  |  |                  |  |
|                           |   | Ugone de' Pedroni | …        |  |  |       |  |  |                 |  |  |                  |  |
|                           |   | Ugone de' Pedroni | …        |  |  |       |  |  |                 |  |  |                  |  |
| Richilde Pedroni          |   | Ugone de' Pedroni |          |  |  |       |  |  |                 |  |  |                  |  |
|                           |   | …                 | …        |  |  |       |  |  |                 |  |  |                  |  |
|                           |   | …                 | …        |  |  |       |  |  |                 |  |  |                  |  |
|                           |   | …                 | …        |  |  |       |  |  |                 |  |  |                  |  |
| Luigi I Gonzaga           |   | …                 |          |  |  |       |  |  |                 |  |  |                  |  |
|                           | … | …                 |          |  |  |       |  |  |                 |  |  |                  |  |
|                           | … | …                 |          |  |  |       |  |  |                 |  |  |                  |  |
|                           | … | …                 |          |  |  |       |  |  |                 |  |  |                  |  |
| Strambino di San Martino  | … |                   |          |  |  |       |  |  |                 |  |  |                  |  |
|                           |   | …                 | …        |  |  |       |  |  |                 |  |  |                  |  |
|                           |   | …                 | …        |  |  |       |  |  |                 |  |  |                  |  |
|                           |   | …                 | …        |  |  |       |  |  |                 |  |  |                  |  |
| Estrambina di San Martino |   | …                 |          |  |  |       |  |  |                 |  |  |                  |  |
|                           |   | …                 | …        |  |  |       |  |  |                 |  |  |                  |  |
|                           |   | …                 | …        |  |  |       |  |  |                 |  |  |                  |  |
|                           |   | …                 | …        |  |  |       |  |  |                 |  |  |                  |  |
| …                         |   | …                 |          |  |  |       |  |  |                 |  |  |                  |  |
|                           |   | …                 | …        |  |  |       |  |  |                 |  |  |                  |  |
|                           |   | …                 | …        |  |  |       |  |  |                 |  |  |                  |  |
|                           |   | …                 | …        |  |  |       |  |  |                 |  |  |                  |  |
|                           |   | …                 |          |  |  |       |  |  |                 |  |  |                  |  |

## Genealogia essenziale
|                             |  |
| Filippo Corradi XII secolo  |  |
|                             |  |
|                             |  |
| Abramino Corradi 1165?-1210 |  |
|                             |  |
|                             |  |
| Guidone Corradi ?-1271/1272 |  |
|                             |  |
|                             |  |
| Antonio Corradi ?-1283      |  |
|                             |  |
|                             |  |
| Guido Corradi ?-1318        |  |
|                             |  |
|                             |  |
| Luigi I Gonzaga 1268-1360   |  |
|                             |  |
|                             |  |
| CASA GONZAGA                |  |